# 大前りょうすけ
大前 りょうすけ（おおまえ りょうすけ、1984年4月16日 - ）は、日本のラジオパーソナリティ、テレビリポーター、お笑い芸人、漫才師。
京都府京都市出身。ワタナベエンターテインメント所属。

## 経歴
京都府立桃山高等学校、摂南大学経営学部を卒業。大学在学中に中学時代の同級生であるみんなのたかみちと出会い、大前の誘いにより2005年に「ワンエイドワン」を結成。その後、2007年にプリンセス金魚に改名。2009年には新人漫才ライブ 「笑わんかい」で最優秀賞などを受賞。
その後大前は、2016年に活動の拠点を名古屋へと移し、10月にはRadio NEOの『OH! MY MORNING!』を、2017年9月には同局の『OH! MY SATURDAY!』が放送開始。しかし所属事務所のワタナベエンターテインメントと放送局の関係上の理由から、2019年12月にラジオが打ち切りとなった。だが、2020年3月に放送局を同じ東海圏をエリアとする東海ラジオに拠点を移し、『OH! MY CHANNEL!』を開始。一方で同年をもって、現在の芸名である「大前りょうすけ」に改名した。
2021年には、同事務所の町田こーすけ（元 デラスキッパーズ）とのユニット、「大前町田」での活動を開始。そして2022年3月にはコンビである「プリンセス金魚」を解散した。一方でプライベートでは、同年8月に中京テレビの松原朋美と結婚を発表。また同年10月にはジーンズソムリエの資格を取得。そして2024年3月12日に第一子出産を自身のSNSで発表。
結婚前に全身脱毛をした。

## 出演番組
現在
- OH! MY CHANNEL!（2020年3月28日 -  月曜 - 金曜 13:00 - 15:00 東海ラジオ）
- 大前りょうすけのちょいバズ! （2020年4月4日 - 土曜 17:00 - 19:30 CBCラジオ）
- 大前町田のキンヨルラジオ（2024年4月19日 - 第3金曜 20:30 - 22:00 RADIO LOVEAT）
- ぐ〜たくさん（2024年10月6日 - 中京テレビ）- 中継リポーター

過去
- OH! MY MORNING!（2016年10月3日 - 2019年12月27日 月曜 - 金曜 7:00 - 9:00 Radio NEO）
- OH! MY SATURDAY!（2017年9月2日 - 2019年12月28日 土曜 12:00 - 14:00 Radio NEO）
- 前略、大とくさん（時期未定、中京テレビ） - 中継リポーター

## エピソード
2019年4月24日、自身の番組（OH! MY MORNING!）にて番組史上初めて寝坊して1時間（入りの時間も含めると2時間）遅刻するという「大前大遅刻事件」が起きた。その日の放送は後番組である『デラスキNine!!』のパーソナリティ、デラスキッパーズの町田こーすけがオープニングからの1時間を代理でこなした。この遅刻に対して大前にはリスナー提案のペナルティ「滝行」が課せられることになった。